# Stazione di Tobe
La stazione di Tobe (戸部駅?, Tobe-eki) è una stazione ferroviaria di Yokohama, città della prefettura di Kanagawa. Si trova nel quartiere di Nishi-ku, nelle immediate vicinanze della stazione di Yokohama, ed è servita dalla linea principale delle Ferrovie Keikyū.

## Linee
Ferrovie Keikyū
● Linea Keikyū principale

## Struttura
La stazione è costituita da un marciapiede a isola con due binari passanti su viadotto, collegato al mezzanino da scale e ascensori. Essendo la stazione realizzata in curva, la velocità massima in direzione Yokohama è di 40 km/h.
| 1 | ● Linea Keikyū principale | per Kami-Ōoka, Yokosuka-Chūō, Uraga e Misaki-Sanguchi                                     |
| 2 | ● Linea Keikyū principale | per Yokohama, Keikyū Kawasaki, Keikyū Kamata, Haneda Aeroporto, Shinagawa e linea Asakusa |

## Stazioni adiacenti
| «                       | Servizio                                      | »                       |
| Linea Keikyū principale | Linea Keikyū principale                       | Linea Keikyū principale |
| ----------------------- | --------------------------------------------- | ----------------------- |
| Yokohama                | Locale                                        | Hinodechō               |
| Transito                | Espresso Aeroporto                            | Transito                |
| Transito                | Espresso Limitato                             | Transito                |
| Transito                | Esp. Lim. Rapido verde Esp. Lim. Rapido viola | Transito                |
| Transito                | Keikyū Wing                                   | Transito                |

- Fra la stazione di Tobe e quella di Yokohama, fino al 1944 era attiva la stazione di Hiranuma (Ferrovie Keikyū).